# Cugney
Cugney település Franciaországban, Haute-Saône megyében. Lakosainak száma 206 fő (2022. január 1.). Cugney Velloreille-lès-Choye, Avrigney-Virey, Bonboillon, Charcenne, Onay, Tromarey, Venère és Colombine községekkel határos.

## Népesség
A település népességének változása:
| Lakosok száma | 188  | 193  | 198  | 205  | 208  | 206  | 206  | 206  | 206  |
|               | 2013 | 2015 | 2016 | 2017 | 2018 | 2019 | 2020 | 2021 | 2022 |